# BMW Z07

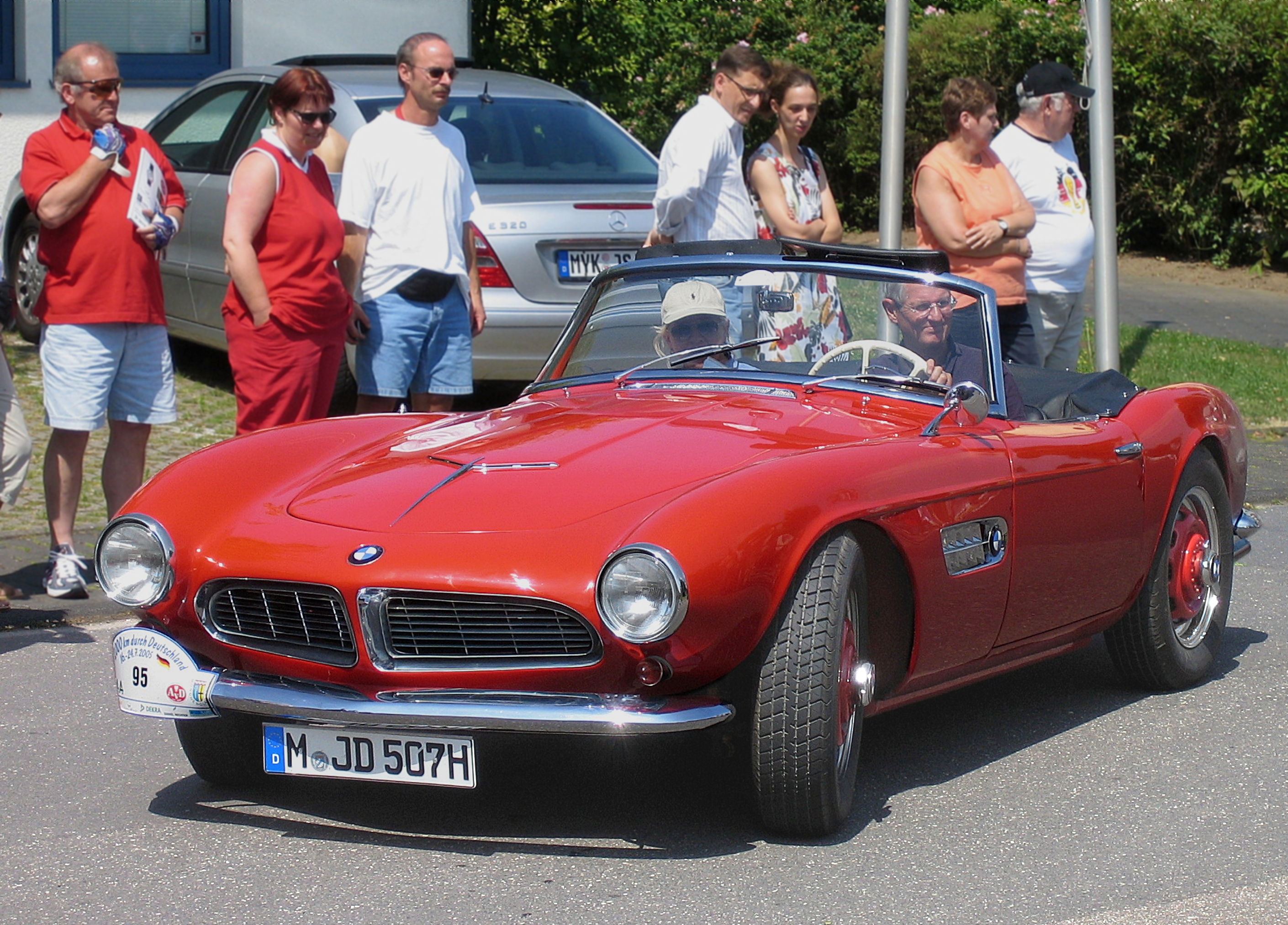
De BMW 507

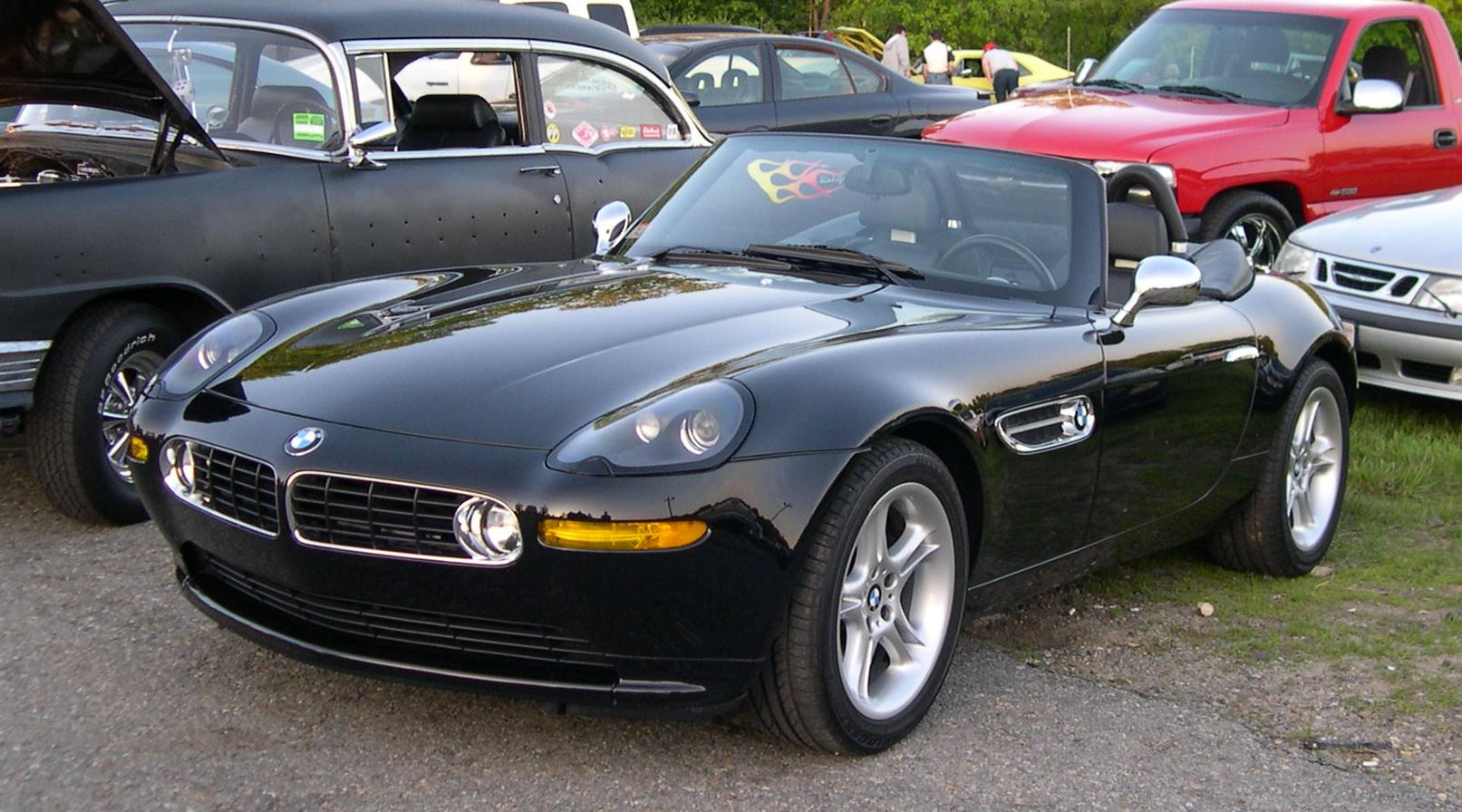
Een BMW Z8, het productiemodel van de lichtjes verschillende Z07

De BMW Z07 is een conceptcar van het Duitse automerk BMW, ontworpen door Henrik Fisker. Deze roadster was oorspronkelijk alleen bedoeld als een stijloefening. Hij werd voor het eerst voorgesteld op de 1997 Tokio Motor Show en later ook op de 1998 North American International Auto Show. De ontwerpers waren geïnspireerd door de BMW 507, een zeldzame sportwagen uit de jaren vijftig. De Z07 was ook gebaseerd op de BMW Z3. Omdat de wagen goede commentaar kreeg, besloot BMW de Z07 onder een andere naam en met enkele kleine aanpassingen te produceren. Het vierspaakstuur van de concept werd een driespaakstuur en de luchtinlaat achter de bestuurderszetel verdween. Deze BMW Z8 werd op de 1999 Frankfurt Motor Show geïntroduceerd.